# Svederník
Svederník (em húngaro: Szedernye) é um município da Eslováquia, situado no distrito de Žilina, na região de Žilina. Tem 11,56 km² de área e sua população em 2018 foi estimada em 1.320 habitantes.

## Demografia
| Ano:        | 1994 | 2004    | 2014   | 2024    |
| ----------- | ---- | ------- | ------ | ------- |
| Broj ljudi: | 902  | 1002    | 1048   | 1733    |
| Razlika:    |      | +11,08% | +4,59% | +65,36% |

| Ano:               | 2023 | 2024   |
| ------------------ | ---- | ------ |
| Número de pessoas: | 1702 | 1733   |
| Diferença:         |      | +1,82% |